# Morpho pylades
Morpho pylades är en fjärilsart som beskrevs av Weber 1944. Morpho pylades ingår i släktet Morpho och familjen praktfjärilar. Inga underarter finns listade i Catalogue of Life.